# Cueva Sima Humboldt
La cueva sima Humboldt (también sima Humboldt o sima Mayor) es un sumidero enorme y cueva situada en la cima de la meseta del tepuy Sarisariñama, parte del Parque nacional Jaua-Sarisariñama en el Estado Bolívar, en Venezuela. Se trata del Abismo más grande del Mundo. Es inusual por varias razones, incluyendo su enorme tamaño y profundidad, su ubicación en la cima de un tepuy cubierto de selva, con una parte de la jungla en su base, y también debido al proceso de cuarcita que formó a la intemperie este sumidero. Lleva el nombre del naturalista y explorador alemán Alexander von Humboldt.
Junto con la vecina sima Martel fue avistada por primera vez en 1961 por el piloto Harry Gibson. El primer aterrizaje con éxito en el Sarisariñama lo realiza William H. Phelps en marzo de 1967. En febrero de 1974 asistió a una expedición dirigida por Charles Brewer-Carías, acompañado por los científicos y el botánico Julian Steyermark, los expertos de orquídeas Stalky Dunsterville y su esposa Nora y el ornitólogo William H. Phelps Jr. en esa oportunidad se analizaron los sumideros
Su volumen es de 18 millones de metros cúbicos, mientras que la anchura máxima en su borde superior es de 352 m y se ensancha hacia abajo hasta llegar a los 502 m de ancho en el fondo; la profundidad es de 314 m.
A solo 700 m desde el borde de la sima Humboldt hay otro sumidero enorme, la sima Martel. En total hay cuatro cuevas en cuarcita en el Sarisariñama.